# Mugilogobius tagala
Mugilogobius tagala es una especie de peces de la familia de los Gobiidae en el orden de los Perciformes.

## Distribución geográfica
Se encuentran en las Islas Ryukyu, las Filipinas y Micronesia.

## Observaciones
Es inofensivo para los humanos.